# João Brandão
João Vítor da Silva Brandão (Midões, Tábua, 1 de Março de 1825 — Bié, Angola, 1880) foi um salteador português que ficou conhecido como O terror das Beiras. Foi acusado de inúmeros assaltos por toda a região das Beiras, embora muitas vezes sem provas.

## Biografia
Brandão, um defensor dos cartistas, esteve envolvido em lutas eleitorais como cacique e organizador de sindicatos de voto. Ainda hoje há bastantes dúvidas sobre o verdadeiro carácter de Brandão, como homem imperfeito do seu tempo, criminoso, homem cruel ou filantropo para o povo da sua região. Seja como for, João Brandão, os seus irmãos António e Roque, o próprio pai, primos e alguns seguidores não aparentados (devido a esta forte presença de membros da família Brandão neste bando de bandoleiros, ficaram conhecidos como o "Bando dos Brandões") fizeram com ele um dos bandos políticos que, no século XIX, armados de bacamartes, clavinas e clavinetes, trabucos e punhais, vararam as Beiras a ferro e fogo. Foram “voluntários da Rainha” que partiram de Midões para combater na guerra civil e depois se mantiveram, encostados ora ao Partido Progressista (da "esquerda" liberal da altura), ora ao Partido Regenerador (da "direita" liberal-conservadora da altura), ora ao Partido Histórico (do "centro-esquerda" liberal moderado da altura); enfrentaram os restos do miguelismo ainda arreigado nas vilas e chegaram mesmo a juntar as suas hostes com os bandos do “partido absoluto” (general Póvoas) nos estranhos realinhamentos que a Patuleia engendrou. Serviram às chapeladas que infestaram os actos eleitorais do primeiro liberalismo, tutelaram poderes locais e foram instrumentos para confrontar outros bandos que também sangraram as terras beiroas: o do Marçal de Foz Côa e o do famoso Caca (também, erroneamente, chamado Caco), por exemplo.
Quer os Brandões fossem tecnicamente criminosos (isto é, quebrassem a lei da altura) ou não, é certo que estes serviram donos do poder central em Lisboa, judicial da Relação do Porto e local de Coimbra e Viseu com as suas armas e acções e não eram muito diferentes de outros bandos bandoleiros durante a monarquia constitucional pós-Guerra Civil e pré-Regeneração de várias facções pró e anti-poder da altura (p.ex.: o Setembrista e ex-Maria-fontista-Patuleio Zé do Telhado na área do Marão e muito do Norte do país que muitas vezes serviu o general Pizarro e barões de Vila Real e Régua ou o Miguelista Remexido, na serra algarvia durante a Guerra Civil Portuguesa). Em Lisboa figuras como o duque de Saldanha, o duque de Palmela, os irmãos Cabrais, Braamcamp e Fontes Pereira de Melo comunicavam-se por carta pessoalmente como figuras deste tipo para agirem quer como seus agentes políticos eleitorais quer como sicários violentos.
Para além do ambiente político nacional, estes bandos eram sustentados pelo ambiente social das Beiras, onde a ordem local pré-liberal assente sobre poder quase comunitário dos concelhos e coutos de homiziados do interior fronteiriço era desde a derrota do lado miguelista desmontada pelos governos liberais através da extinção de morgadios que devastavam o tecido social beirão. Assim mesmo guerrilhas liberais como a dos Brandões que agiram em retaliação aos assassínios políticos "caceteiros" de liberais beirões pelos Miguelistas recorriam ao apoio das populações da Beira Interior maioritariamente miguelista e "reaccionária".
João Brandão e os seus pares acabaram a contas com a Justiça do Reino. Derrotados pelas tropas regulares, de linha, foram baleados uns e atirados outros para o degredo em África. A queda do Bando dos Brandões derivou da solidificação do liberalismo monárquico em Lisboa, as elites políticas entendendo que, estabilizado o poder com a Regeneração sob as regras do rotativismo, o país estava em condições de pacificação e que os anos da guerrilha e assassinato políticos haviam passado e os bandos já não eram úteis para os seus fins, sendo por isso "varridos" para "debaixo do tapete". O facto da queda de bandos como este ter vindo de interesses políticos faz com que ainda esteja insuficientemente conhecida a história destes. João Brandão foi finalmente preso na vila de Tábua, sendo julgado e condenado no mesmo local a 3 de Junho de 1869, pelo assassínio de um padre com o apelido de Portugal.
Em 9 de Outubro de 1870 foi desterrado para Angola, onde morreu em 1880. Casou em 1863 com D. Ana Eugénia de Jesus Correia Nobre.
Em 1870, enquanto preso na cadeia do Limoeiro, escreveu "Apontamentos da vida de João Brandão por ele escritos nas prisões do Limoeiro envolvendo a história da Beira desde 1834" (publicado por Vega, Lisboa 1990).

## João Brandão na cultura popular e ficção
Quando João Brandão foi deportado para o exílio, em toda a Beira se organizaram festas populares e o povo cantou na rua «Lá vai João Brandão... e então? E então? E então?».
Ainda hoje faz parte da cultura popular portuguesa, sendo muito conhecida a cantiga «João Brandão»:
Lá vai o João Brandão
Tocando o seu violão.
Casaca à moda na mão
E então? E então? E então?
Trai, trai, ó laré, trai, trai,
Era à moda de meu pai.
O Pastor ah!, ah!, ah!,
Lavrador enganador,
Renhinhi, Rinhónhó,
Ah!, ah!, ah!, oh!, oh!, oh!
Lá vai, no seu alazão,
Ó ti João Brandão.
Até parece um barão
E então, e então, e então.
O nome de Brandão era bastante utilizado em historietas de faca e alguidar, bem como em modinhas, xácaras e canções de embalar populares, que ficaram a  constar do Cancioneiro Popular Moderno.
Pinheiro Chagas contou episódios da vida de Brandão entre as suas antologias. Silva Gaio em “Mário” falou também sobre Brandão.
Nos anos de 1980 saiu o álbum de banda desenhada «A Lei do Trabuco e do Punhal - Mataram-no Duas Vezes», planeada como primeira parte de uma trilogia sobre João Brandão mas que não passou deste volume. O álbum, centrado na morte do "Ferreiro da Várzea" João Nunes (um opositor político Cartista cujo irmão fora antes morto pelo bando dos Brandões) pelo bando de Brandão, representa Brandão como um fora da lei, homem do seu tempo, moralmente duvidoso mas não pior que a maior parte dos homens da época, simplesmente servindo os interesses dos seus patrões políticos e as necessidades económicas dos homens pobres e comuns que servem no seu bando.